# Julin (województwo warmińsko-mazurskie)
Julin – wieś w Polsce, położona w województwie warmińsko-mazurskim, w powiecie iławskim, w gminie Iława.
W latach 1975–1998 Julin należał administracyjnie do województwa olsztyńskiego.
Przed 2023 r. miejscowość była częścią wsi Kałduny.